# Antoni Kopka
Antoni Kopka (ur. 18 września 1955 r. w New Castle, Stany Zjednoczone) – były biskup Polskiego Narodowego Kościoła Katolickiego w Stanach Zjednoczonych i Kanadzie (PNKK) pochodzenia polskiego, były biskup pomocniczy diecezji zachodniej PNKK, były proboszcz parafii św. Józefa w Stratford.
Antoni Kopka rozpoczął Seminarium Teologiczne im. Girolamo Savonaroli w Scranton w 1977 r. Na kapłana został wyświęcony 13 maja 1981 r. w katedrze pw. św. Stanisława w Scranton. Antoniego Kopkę na godność biskupa wybrał XXII Synod Polskiego Narodowego Kościoła, elekt został konsekrowany 30 listopada 2006 r. w katedrze pw. św. Stanisława w Scranton. Jego głównym konsekratorem był Pierwszy Biskup PNKK Robert Nemkovich z udziałem: bp Tomasza Gnata, bp Tadeusza Pepłowskiego, bp Jana Dawidziuka, bp Johna Swantka i bp Antoniego Rysza. W latach 2006–2009 biskup pomocniczy, a w okresie 2009–2012 ordynariusz diecezji zachodniej PNKK, następnie był biskupem pomocniczym diecezji zachodniej.
Bp Antoni Kopka został pozbawiony urzędu biskupiego na przełomie 2011 i 2012 roku ze względu na "wątpliwości" natury moralnej i obyczajowej. Obecnie nie utrzymuje kontaktu z Polskim Narodowym Kościołem Katolickim w USA i Kanadzie.
Biskup Antoni Kopka jest żonaty z Darlene Stempniak-Kopka, mają dwie córki Kristen i Lauren. 